# Spetsai (Schiff, 1996)
Die Spetsai (griechisch Σπέτσαι ‚von Spetses‘, Kennung: F 453) ist eine Fregatte der Hydra-Klasse der griechischen Marine, die seit 1996 in Dienst steht und nach der Insel Spetses benannt ist.